# Crithmo-Limonienion
Crithmo-Limonienion és, en fitosociologia, una subaliança pertanyent a l'aliança Crithmo-Staticion. Comprèn l'associació Crithmo-Limonietum gibertii que dona nom al grup i 7 associacions més:
- Armerietum ruscinonensis
- Thymelaeo-Plantaginetum subulati
- Reichardio-Crithmetum maritimi
- Limonietum virgato-furfuracei
- Crithmo-helichrysetum decumbensis
- Crithmo-Limonietum girardiani
- Crithmo-Limonietum dufourei